# Y Pyxidis
Y Pyxidis är en halvregelbunden variabel av SRA-typ i stjärnbilden  Kompassen.
Stjärnan har en fotografisk magnitud som varierar mellan +13,2 och 14,8 med en ungefärlig period av 60 dygn.